# Gisela Rimpler
Gisela Rimpler (* 26. August 1929 in Leipzig; † 23. Januar 1999 in Berlin) war eine deutsche Schauspielerin.

## Leben
Als Kind einer Leipziger Kleinbürgerfamilie geboren, ging sie dort zur Schule und bestand das Abitur. Sie trat in die Leipziger Theaterschule ein, wo Martin Flörchinger einer ihrer Lehrer war. Das war in den Jahren 1948 bis 1950. 
1950 führte sie ihr erstes Engagement nach Gera, anschließend nach Altenburg und von 1952 bis 1954 spielte Gisela Rimpler am Theater in Dessau. Die folgenden zwei Jahre arbeitete sie am Volkstheater Rostock, denen ein Engagement am Berliner Brettl folgte, einem Kabarett, welches in die Betriebe ging, um dort zu spielen. Zu dieser Zeit begann auch ihre Tätigkeit im Funk und Fernsehen sowie als Synchronsprecherin. Fritz Wisten holte sie 1958 an die Volksbühne Berlin, bis sie 1971 an das Maxim-Gorki-Theater Berlin ging. 
Gisela Rimpler war mit dem Regisseur Fritz Bornemann verheiratet.

## Filmografie
- 1952: Roman einer jungen Ehe
- 1961: Steinzeitballade
- 1962: Auf der Sonnenseite
- 1972: Die große Reise der Agathe Schweigert
- 1983: Frühlingssinfonie

## Theater
- 1950: William Shakespeare: Was ihr wollt (Bühnen der Stadt Gera)
- 1950: Leon Kruczkowski: Die Sonnenbrucks (Bühnen der Stadt Gera)
- 1953: George Bernard Shaw: Der Arzt am Scheideweg (Jennifer) (Landestheater Dessau)
- 1958: Pavel Kohout: So eine Liebe – Regie: Otto Tausig (Volksbühne Berlin)
- 1960: Hans Pfeiffer: Zwei Ärzte (Irene Bell) – Regie: Thomas Ruschin (Volksbühne Berlin – Theater im 3. Stock)
- 1960: Georges Courteline: Der gemütliche Kommissar – Regie: Franz Kutschera (Volksbühne Berlin – Theater im 3. Stock)
- 1961: Euripides: Die Troerinnen (Helena) – Regie: Fritz Wisten (Volksbühne Berlin)
- 1961: Hedda Zinner: Ravensbrücker Ballade (Aufseherin) – Regie: Fritz Wisten (Volksbühne Berlin)
- 1962: Konstantin Simonow: Der Vierte – Regie: Lothar Bellag (Volksbühne Berlin – Theater im III. Stock)
- 1962: Carlo Goldoni: Der Diener zweier Herren (Beatrice) – Regie: ? (Volksbühne Berlin)
- 1963: Leo Tolstoi: Krieg und Frieden (Lisa) – Regie: Wolfgang Heinz/Hannes Fischer (Volksbühne Berlin)
- 1963: Lope de Vega: Ritter vom Mirakel (Kurtisane) – Regie: Fritz Bennewitz (Volksbühne Berlin)
- 1964: Kurt Tucholsky: Schloß Gripsholm (Frau Adriani) – Regie: Martin Eckermann (Volksbühne Berlin – Theater im 3. Stock)
- 1964: Robert Planchon nach Alexandre Dumas der Ältere: Die drei Musketiere (Lady Winter) – Regie: Rudolf Vedral (Volksbühne Berlin)
- 1967: Peter Weiss: Marat (Corday) – Regie: Fritz Bornemann (Volksbühne Berlin)
- 1968: Friedrich Schiller: Maria Stuart (Maria Stuart) – Regie: Fritz Bornemann (Volksbühne Berlin)
- 1971: Jewgeni Schwarz: Der Schatten (Julia) – Regie: Fritz Bornemann (Maxim-Gorki-Theater Berlin)
- 1972: William Congreve: Liebe für Liebe (Tante) – Regie: Karl Gassauer (Maxim-Gorki-Theater Berlin)
- 1974: August Strindberg: Erik XIV (Katarina) – Regie: Hans-Dieter Mäde (Maxim-Gorki-Theater Berlin)
- 1974: Michail Schatrow: Das Wetter für morgen (Uralowa) – Regie: Albert Hetterle (Maxim-Gorki-Theater Berlin)
- 1975: Maxim Gorki: Die Letzten (Mutter eines Revolutionärs) – Regie: Wolfgang Heinz (Maxim-Gorki-Theater Berlin)
- 1977: Rudi Strahl: Arno Prinz von Wolkenstein oder Kader entscheiden alles (Heimleiterin) – Regie: Karl Gassauer (Maxim-Gorki-Theater Berlin)
- 1979: Ákos Kertész: Witwen (Hanna) – Regie: Karl Gassauer (Maxim-Gorki-Theater Berlin – Studiotheater)
- 1983: Molière: Die gelehrten Frauen (Madame Philaminte) – Regie: Karl Gassauer (Maxim-Gorki-Theater Berlin)
- 1986: Claus Hammel: Die Preußen kommen (Professorin) – Regie: Karl Gassauer (Maxim-Gorki-Theater Berlin)
- 1990: Alexander Galin: Retro oder Einmal Moskau und zurück (Ehemalige Balletteuse Rosa) – Regie: Karl Gassauer (Maxim-Gorki-Theater Berlin – Studiotheater)

## Hörspiele
- 1957: Gerhard Stübe/Hans Busse: Der Schellenmann – Regie: Joachim Witte (Rundfunk der DDR)
- 1958: Henrik Ibsen: Stützen der Gesellschaft (Dina Dorf) – Regie: Erich-Alexander Winds (Rundfunk der DDR)
- 1958: Pavel Kohout: So eine Liebe (Majka) – Regie: Erich-Alexander Winds (Hörspiel – Rundfunk der DDR)
- 1959: Werner Bräunig: Waffenbrüder – Regie: Joachim Witte (Rundfunk der DDR)
- 1960: Hans Pfeiffer: Schüsse am Hochmoor (Edith Lorenz) – Regie: Werner Grunow (Kriminalhörspiel – Rundfunk der DDR)
- 1960: Helmut Sakowski: Verlorenes Land ? (Carola Gietel) – Regie: Werner Grunow (Hörspiel – Rundfunk der DDR)
- 1961: Heinrich Böll: Zum Tee bei Doktor Borsig (Franziska) – Regie: Wolfgang Brunecker (Hörspiel – Rundfunk der DDR)
- 1961: Alfred Matusche: Unrast (Suse) – Regie: Wolfgang Schonendorf (Hörspiel – Rundfunk der DDR)
- 1961: Bernhard Seeger: Unterm Wind der Jahre (Maria) – Regie: Theodor Popp (Hörspiel – Rundfunk der DDR)
- 1961: Günter Koch/Manfred Uhlmann: Mordsache Brisson (Linda) – Regie: Hans Knötzsch (Dokumentation – Rundfunk der DDR)
- 1962: Günter Koch: Mord auf Bestellung (Dahlen) – Regie: Hans Knötzsch (Hörspiel – Rundfunk der DDR)
- 1976: Arne Leonhardt: Wieder mal ein Kavalier sein (Wedemeyer) – Regie: Joachim Gürtner (Hörspielreihe: Neumann, zweimal klingeln – Rundfunk der DDR)
- 1981: Theodor Storm: Pole Poppenspäler – Regie: Norbert Speer (Kinderhörspiel – Rundfunk der DDR)
- 1985: Eugen Eschner: Der Rattenfänger von Hameln – Regie: Norbert Speer (Kinderhörspiel – Rundfunk der DDR)
- 1989: Klaus Bellin: Es wird wieder eine hellere Zeit kommen oder Die Spuren des Carl von Ossietzky – Regie: Werner Grunow (Hörspiel – Rundfunk der DDR)

## Synchronarbeiten
| Film                            | Jahr      | Rolle                   | Darsteller           |
| ------------------------------- | --------- | ----------------------- | -------------------- |
| Der Weg zu Dir                  | 1957      | Jana                    | Stanislava Seimlová  |
| Tausend Meilen Staub, Ep. 1     | 1959–1966 | Luisa Esquivel Y Hadley | Viveca Lindfors      |
| Tausend Meilen Staub, Ep. 6     | 1959–1966 | Ma Gufler               | Mercedes McCambridge |
| Tausend Meilen Staub, Ep. 8     | 1959–1966 | Belle Conelly           | Elisabeth Fraser     |
| Tausend Meilen Staub, Ep. 19    | 1959–1966 | Ada Randolph            | Mercedes McCambridge |
| Tausend Meilen Staub, Ep. 20    | 1959–1966 | Madrina Wilcox          | Nina Foch            |
| Schlacht unterwegs              | 1961      | Tina                    | Natalja Fatejewa     |
| Die Katze und der Kanarienvogel | 1987      | Allison Crosby          | Wendy Hiller         |
| Jim Bergerac ermittelt, Ep. 3   | 1981–1991 | Cynthia Trowbridge      | Sarah Lawson         |
| Jim Bergerac ermittelt, Ep. 3   | 1981–1991 | Anna Ackerman           | Shirley Stelfox      |
| Jim Bergerac ermittelt, Ep. 6   | 1981–1991 | Karen Markham           | Brenda Bruce         |
| Kühne Recken von Nowgorod       | 1983      | Wassilis Mutter         | Ljudmila Chitjajewa  |
| Agatha Christie’s Poirot Ep. 7  | 1989–2013 | Mrs. Clapperton         | Sheila Allen         |
| Daniel Boone Ep. 25             | 1989–1991 | Molly Malone            | Barbara Bel Geddes   |
| Daniel Boone, Ep. 25            | 1989–1991 | Martha                  | Virginia Christine   |